# Limba cucului
Limba cucului (Gentiana bulgarica - Velen.) este o plantă cu flori din familia Gentianaceae.

## Morfologia
Limba cucului este o plantă scundă, având o înălțime de până la 150 mm. Tulpina sa este des ramificată. Ramurile, având de obicei aproape aceeași înălțime, au flori de culoare albastră-violet care au codițe lungi. Florile au l0—20 mm lungime, cu corola tubuloasă, pe margine având cinci diviziuni. Caliciul are cinci dinți ascuțiți, înguști, ceva mai lungi decât tubul corolei.
Frunzele plantei cresc în perechi; cele de la bază sunt rotunjite și au formă de limbă. Frunzele superioare sunt mai ascuțite. Limba cucului înflorește în lunile august septembrie.

## Răspândire
În România, limba cucului crește prin pășuni, pe brânele din munții Bucegi, Piatra Craiului.